# Гаї-Гречинські
Гаї-Гречинські — село в Україні, у Байковецькій сільській громаді Тернопільського району Тернопільської області. Розташоване в центрі району.

## Історія
Як хутір відоме від кінця 19 століття. Назва походить, імовірно, від місця розташування — серед поля, яке засівали здебільшого гречкою; за іншими переказами, від першопоселенця — Гречинського.
9 березня 1948 р. працівники МДБ під час облави в багатьох будинках позривали підлоги, розвалили печі і фундаменти.
У лютому 1952 р. на хуторі 27 дворів, проживала 131 особа; була розташована колгоспна бригада.
Згідно з рішенням Тернопільського облвиконкому від 14 липня 1958 р. хутір приєднали до села Шляхтинці (нині Тернопільського району).
Статус села надано відповідно до Постанови ВР України від 9 липня 2003. Гаї-Гречинські взяті на облік як населений пункт згідно з рішенням Тернопільської обласної ради від 12 вересня 2003 року.
У 2016 році село ввійшло до складу Байковецької сільської громади.
12 червня 2020 року, відповідно до розпорядження Кабінету Міністрів України № 724-р «Про визначення адміністративних центрів та затвердження територій територіальних громад Тернопільської області» увійшло до складу Байковецької сільської громади.
19 липня 2020 року, в результаті адміністративно-територіальної реформи та ліквідації Тернопільського району, село увійшло до складу новоутвореного Тернопільського району.
У жовтні 2022 року відбувся благодійний ярмарок на підтримку ЗСУ. 

## Символіка
Символіка села затверджена в 2021 році.

### Герб
Щит розділений срібною перев'яззю на червону і чорну частини. У верхній, червоній, зображений білий голуб. У другій, чорній — три квітки гречки. Щит вписаний в декоративний картуш і увінчаний золотою сільською короною. Унизу картуша написи «ГАЇ-ГРЕЧИНСЬКІ» і «2003».

### Прапор
Квадратне полотнище поділене хвилястою перев'яззю на дві рівновеликі червоний і чорний трикутники. У верхній, червоній — білий голуб. У древковій чорній — квіти гречки.
На Прапорі повторюються кольори Герба.

### Тлумачення символіки
Срібна перев'язь у геральдиці — символ води, а в Гаях-Гречинських є відоме джерело, біля якого збудовані капличка і церква. Червоний і чорний кольори — це кольори національно-визвольного руху українців. Голуб — символ Святого Духа. У селі є дві церкви й обидві у своїх назвах мають відношення саме до Святого Духа. Цвіт гречки уособлює назву села. До речі, гречкосії — одна з самоназв українців.
Корона означає статус населеного пункту.

## Релігія
Є церква Непорочного Зачаття Пресвятої Богородиці УГКЦ.
22 травня 2016 року в Гаях-Гречинських архієпископ Тернопільський, Кременецький і Бучацький Нестор освятив новозбудований Свято-Духівський храм.

## Населення
У січні 2003 року тут було 142 двори, населення — 576 осіб.
Станом на 19 жовтня 2023 року у селі проживає 792 жителі.

## Галерея

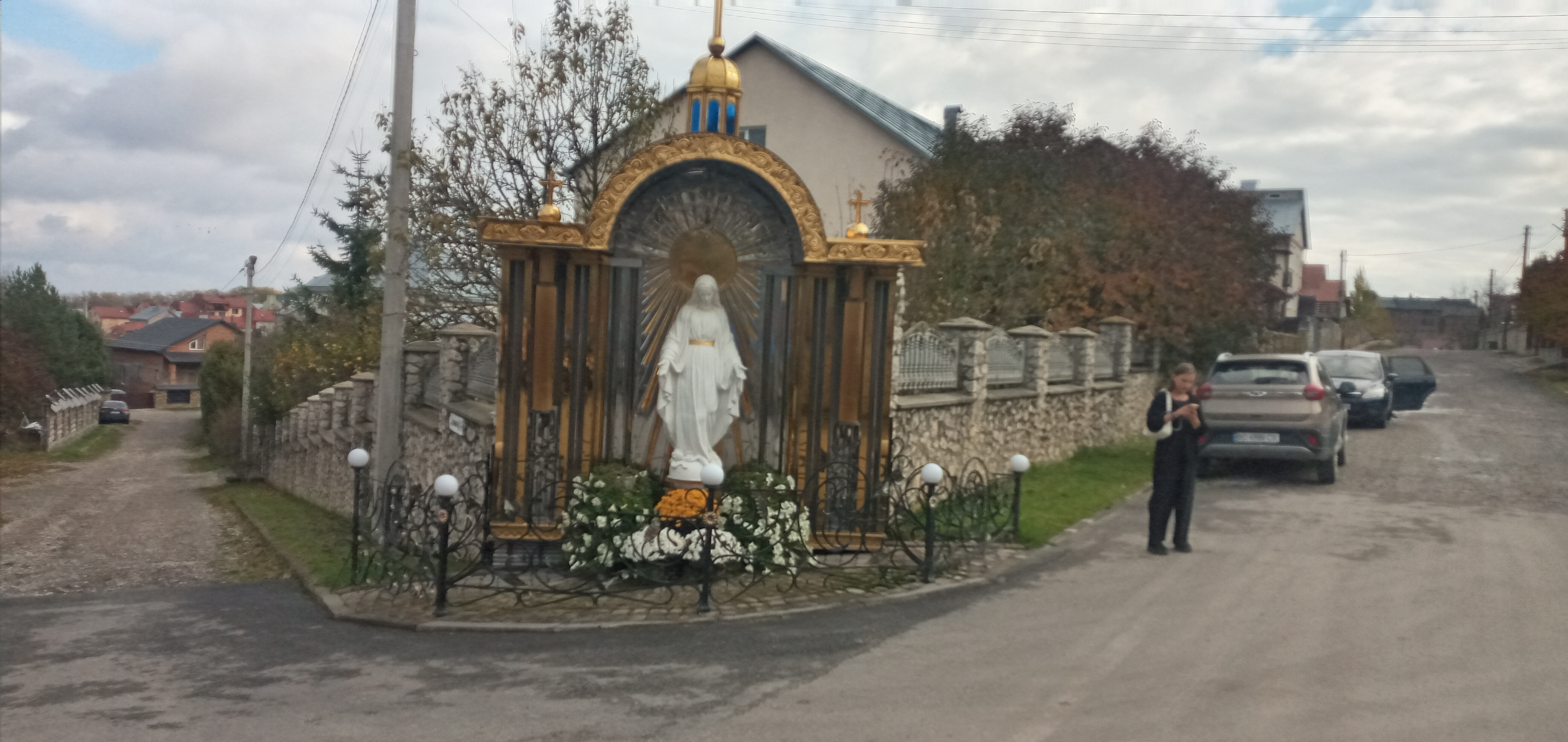
Каплиця в Гаях-Гречинських
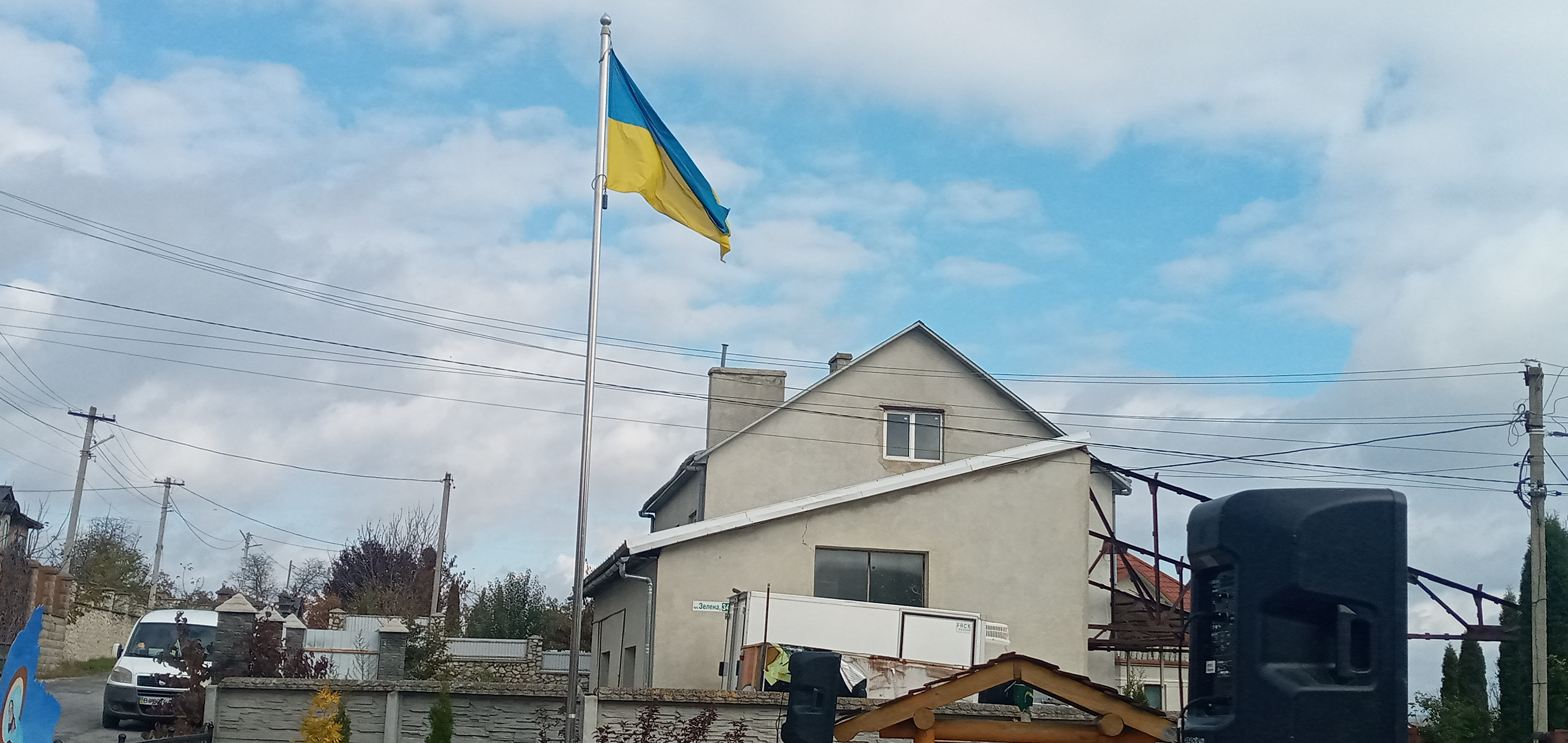
Майданчик для масових заходів
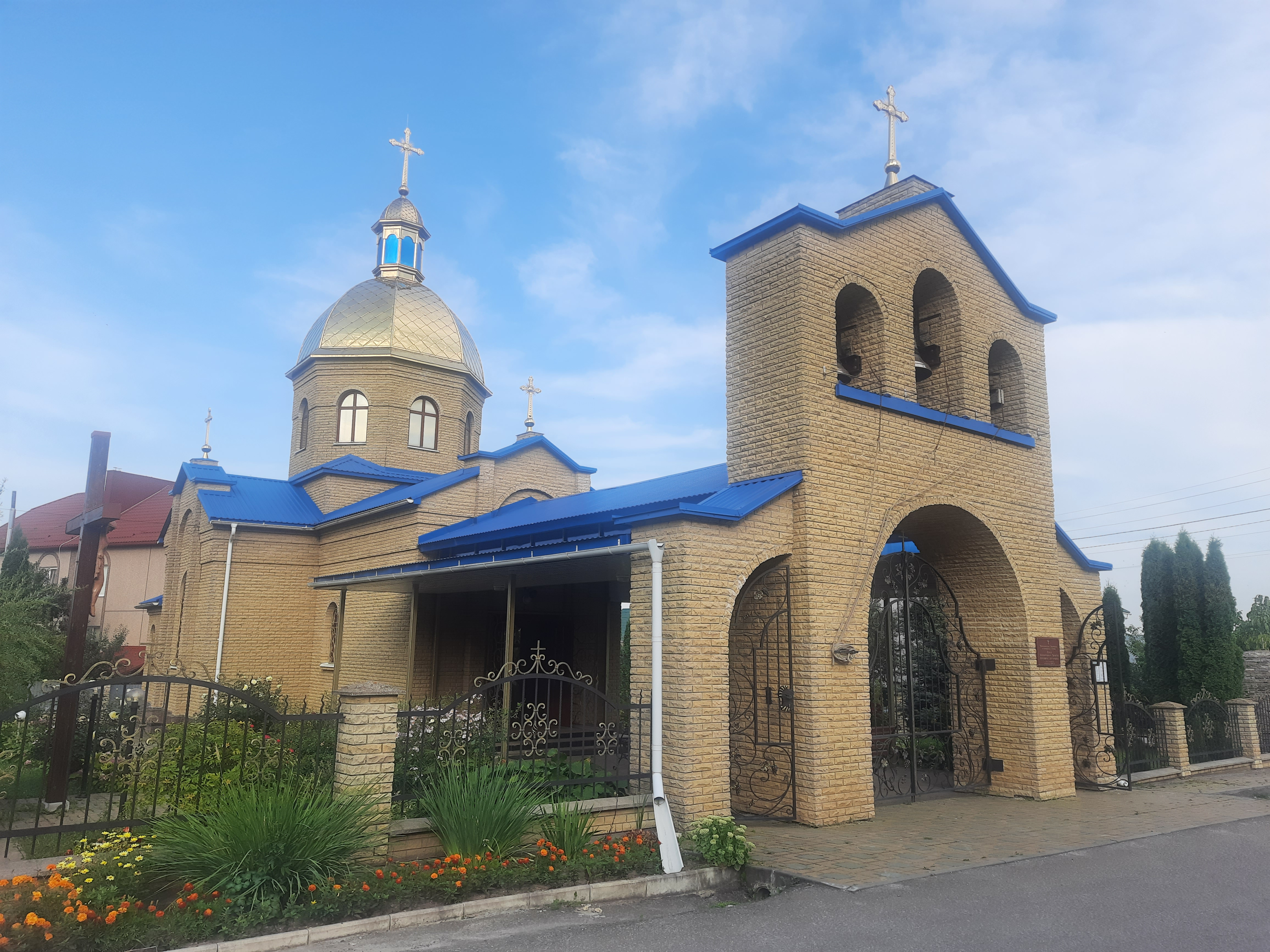
Церква Непорочного Зачаття Пресвятої Богородиці УГКЦ